# شاه‌پرک سفید
شاه‌پرک پردار سفید (نام علمی: Pterophorus pentadactyla)، نوعی شب‌پره است که در سرده سفید شاه‌پرکان قرار دارد. زیستگاه این گونه قاره اروپا و رشت ( علی الخصوص در منطقه لاکان و روستاهای شهرستان، قاضیان و دهبنه) است.

## ویژگی‌های ریخت‌شناسی
پهنای بال این گونه ۲۴ تا ۳۵ میلی‌متر است. رنگ بال شاه‌پرک پردار سفید، همان‌طور که از نامش پیداست، سفید است. این گونه در میان تیره شاپرکان پردار، شب‌پره بزرگی به شمار می‌رود. روی بال‌ها و بدن حشره، لکه‌های ریز سیاه‌رنگی دیده می‌شود. بال‌های این پولک‌بال، شکاف‌دار، انگشتی‌شکل و پرمانند است. بال جلویی حالت سه شاخه دارد و بال عقبی تک‌شاخه‌است. پاهای عقبی بسیار بلند می‌باشد. روی پاهای جانور شاخک‌های کوچکی وجود دارد. این گونه دارای شاخک‌های سفیدرنگ است.

## کرم
کرم این شاپرک سبزرنگ است و در سرتاسر بدن کرم، موهای سفیدرنگی به حالت سیخ‌سیخ می‌روید. درازای کرم‌ها تا ۱۲ میلی‌متر هم می‌رسد. بر پشت کرم خط سفیدی به همراه نقاط زردرنگ وجود دارد.

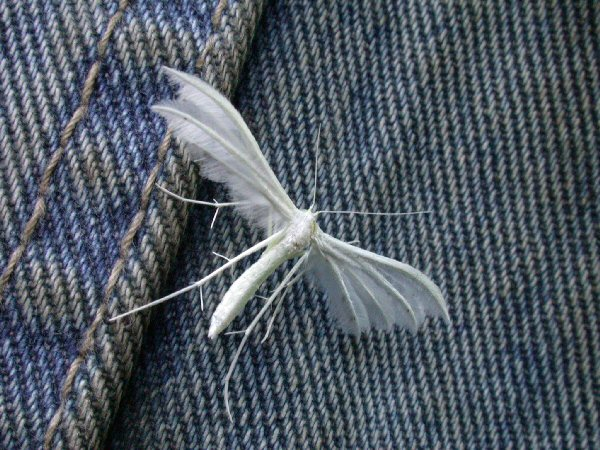